# آنتوان لوسادا دیه گو
آنتوان لوسادا دیه گو
(به گالیسیایی: Antón Losada Diéguez) در شهر بُبوراس واقع در استان اورنسه ایالت خودمختار گالیسیا کشور اسپانیا در ٢٢ دسامبر ١٨٨٤ به دنیا آمد. وی یک نویسنده و سیاستمدار اسپانیایی و عضو انجمن «برادران زبانی» در دهستان اورنسه و گرداننده اصلی نشریه(Nós - ما) و خبرنگار فرهنگستان پادشاهی گالیسیا بودند.
وی ده‌ها کتاب شعر، هفت کتاب، دو نوشته سیاسی، یک کار ناتمام سخنرانی "مشاهداتی بر نثر گالیسی"در کارنامه خود دارد. وی همچنین عضوی از "هم‌اندیشی پژوهش‌های گالیسی"بود. در سال ۱۹۸۵ در  روز ادبیات گالیسیایی، از وی قدردانی شد. 

## زندگی‌نامه

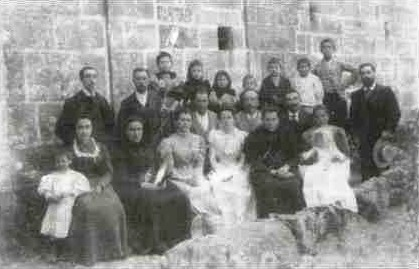
خانوداه لوسادا در 1898 ،آنتوان دومین نفر از سمت راست

وی در یک خاندان نجیب‌زاده (هیدالگو) با اندیشه‌های ژرف مذهبی کاتولیک به دنیا آمد. پدرش میگل لوسادا ای لوسادا (۱۸۶۰–۱۹۱۳) و مادر وی کارمن دیه‌گس آریاس ای بلت (۱۸۵۰–۱۸۸۸) بود که بر اثر بیماری سل از دنیا رفت. در اوت سال ۱۸۸۳ ازدواج کرد.
او پنج سال را به عنوان کارآموز در مدرسه آپوستول سانتیاگو در انجمن یسوعی‌ها (استان_پنتبدرا) گذراند.
او در دانشگاه_دئوستو رشته ادبیات خواند، و در سال ۱۹۰۶ فارغ‌التحصیل گردید. در بین سال‌های ۱۹۰۲ و ۱۹۰۳ دوره آموزشی حقوق را در دانشگاه سانتیاگو د کمپوستلا گذراند و همچنین در آنجا به عنوان دستیار پروفسور آرماندو کوتارلو وایٍدور به کار گرفته شد. نخستین نوشته‌های او هرگز منتشر نشدند. در سال ۱۹۰۴، او به مادرید رفت و دکترای فلسفه و ادبیات دریافت کرد. در گذر این سال‌ها، او چهار نمایشنامه به زبان اسپانیایی نوشت که به چندین مسابقه فرستاده شدند. در سال ۱۹۰۷، او به گالیسیا بازگشت تا در جنبش کشاورزی شرکت کند. او اتحادیه‌های کشاورزی را در آ استرادا و سایر مناطق گالیسیا پایه‌گذاری کرد. در سال ۱۹۱۰، او در گالیسیا به جریان سیاسی آقای خایمیسمو گمارده شد و به عنوان دبیر خونتای سنت‌گرا سانتیاگو د کمپوستلا انتخاب گردید. در سال ۱۹۱۱، او گالیسیا را ترک کرد و به مادرید رفت تا برای آزمون استخدامی دولتی آماده شود. در سال ۱۹۱۳، او به عنوان استاد آموزش متوسطه در جزایر قناری گمارده شد. او مدرک حقوق خود را در سانتیاگو تکمیل کرد، جایی که با لوئیس پورتیرو آشنا شد. در ۲۵ ژوئن ۱۹۱۵، او با آلبینا اسپینوسا سروِلا، دختر لورنتینو اسپینوسا وایادارس همسرگزینی کرد و از وی صاحب نخستین فرزندش، آنتون شد. آلبینا در ۱۷ دسامبر ۱۹۱۶ بر اثر بیماری تیفوس درگذشت. او از جنبش خایمیسمو پشتیبانی کرده و شروع به حمایت از خودمختاری کاتالونیا کرد. در ۳۱ دسامبر ۱۹۲۰، آنتون برای بار دوم همسر گزید  و  با خواهر همسر نخستش، مرسدس اسپینوسا سروِلا ازدواج نمود که نتیجه این پیوند شش فرزند دیگر بود.

## ورود به جنبش گالیسیا
سال ۱۹۱۷ در مسیر سیاسی لوسادا نقشی بنیادین داشت، زیرا او عضو «انجمن برادری زبانی » شد و گالیسیا گرایی را با آغوش باز پذیرفت. در ۱۷ اکتبر، او نامه‌ای به پورتیرو نوشته بود و درخواست اطلاعاتی خود را نوشته بود و تا ۳۰ اکتبر، به طور رسمی به انجمن پیوسته بود. در همان سال، او همراه با هیئتی از «انجمن برادری» به بارسلونا سفر کرد تا در جشن هفته گالیسیایی شرکت کند و با «لیگا»(لیگ منطقه‌گرایی کاتالونیا) پیوند برقرار کرد. هنگامی که آنتون به اورنسه بازگشت، مسئول پیشواز از فرانچسک کامبو بود و همراه با رودریگو سانز و لوئیس پورتیرو مسئول سازمان‌دهی نامزدهای خودمختاری گالیسیایی در استان اورنسه پیش از انتخابات عمومی اسپانیا در سال ۱۹۱۸ شد(در ائتلاف با مائوریست‌های خوزه کالوو سوتلو).

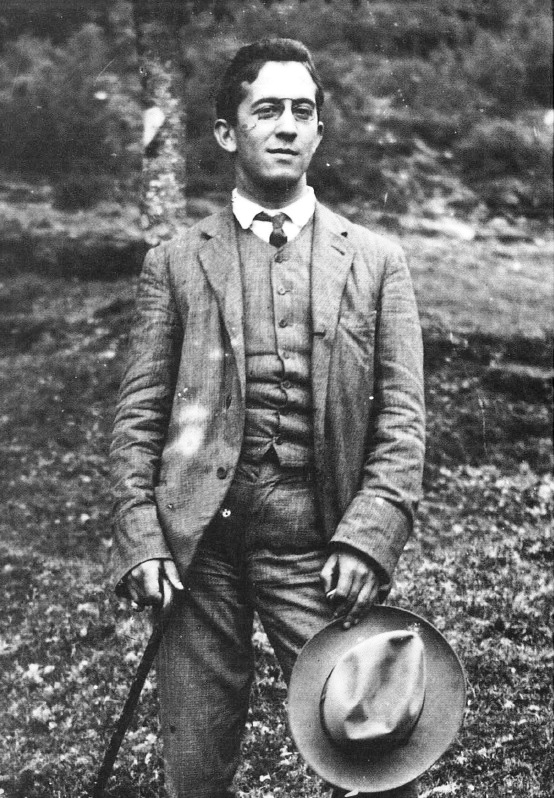
آنتوان لوسادا

## نگارخانه

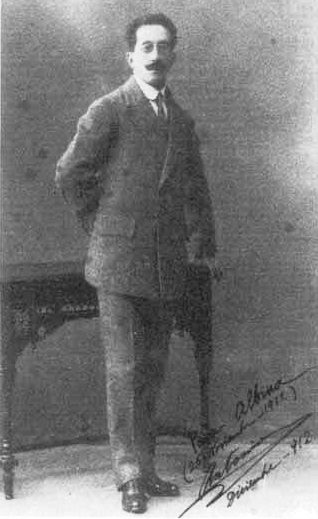
آنتوان ( 25 دسامبر 1912 ) آلبانیا
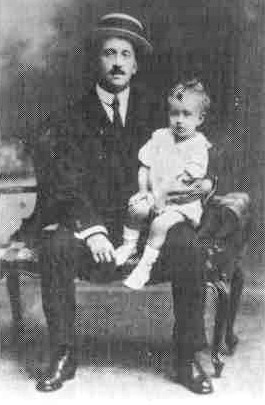
آنتوان و پسرش دیگو
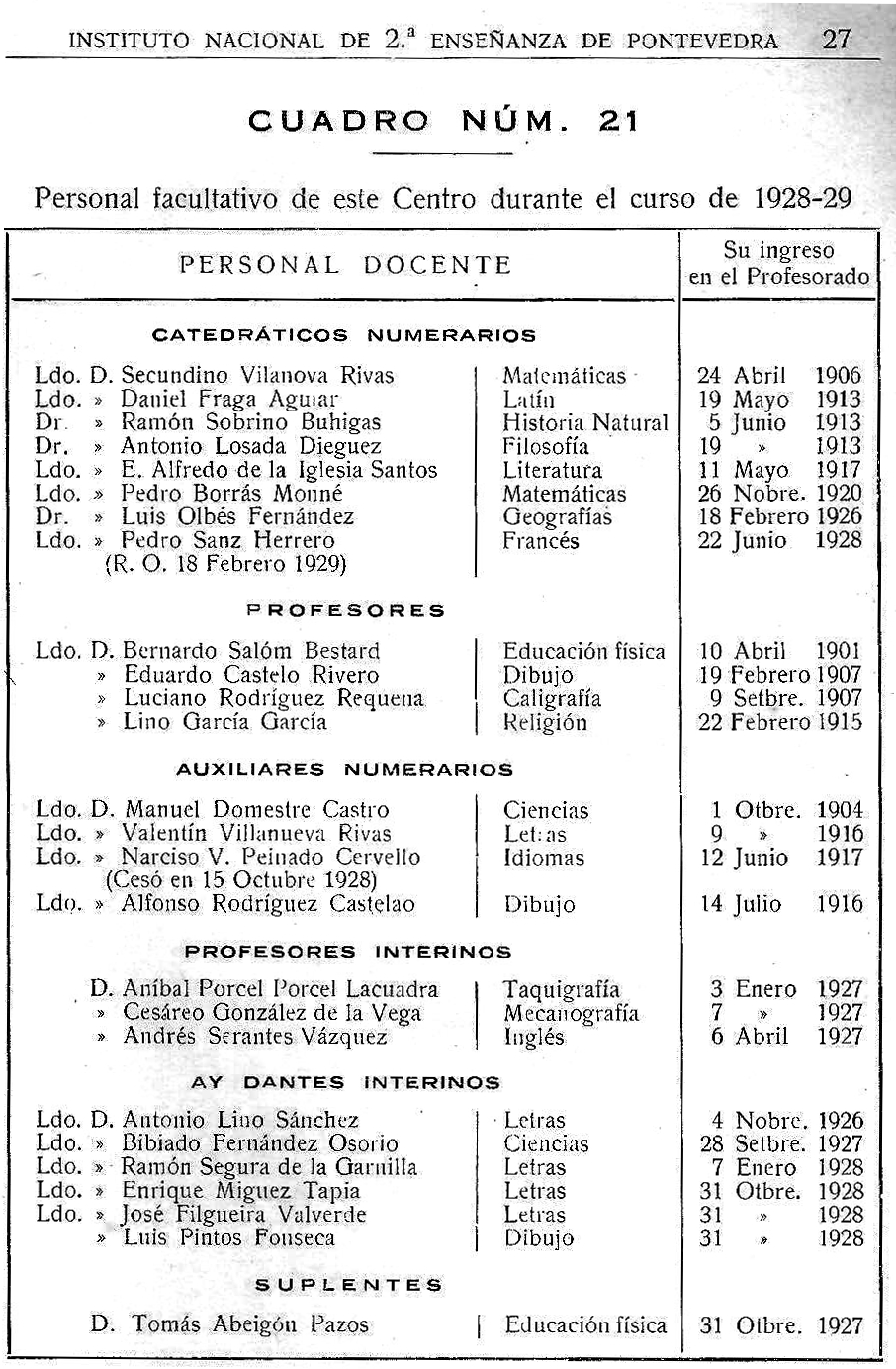
فهرست معلمان دبیرستان در پنتوردا 1928-29